# Anthony Therrien
Anthony Therrien né le 17 décembre 1997 à Charlemagne au Québec est un acteur québécois.

## Biographie
Anthony Therrien est connu pour avoir interprété des rôles dans les séries télévisées Les Bracelets rouges, Lac-Noir, Subito texto ainsi que dans les films Les Faux Tatouages, Corbo et 1:54. Il passe son secondaire dans une école de Terrebonne en concentration d'art dramatique. Il s'est ensuite inscrit dans un cours en gestion de commerce au cégep. Anthony et son ami, Karl-Antoine Suprice, se sont donnés le défi de découvrir de nouveaux sports et il s'est découvert un intérêt pour le golf. Il aime aussi le poker, un jeu de cartes. Il décide de prendre des cours de chants, qu'il a déjà fait par le passé au Lee Strasberg Theatre et au Film Institute à New York. À l'âge de 21 ans, il explique qu'il veux aussi se perfectionner afin d'améliorer son accent en anglais.
Anthony souhaite que le ministre de la Culture et des Communictations, Mathieu Lacombe, puisse venir en aide à la culture québécoise dans le domaine du cinéma. Il souhaite sensibiliser l'importance de la culture québécoise. Il
s'exprime en expliquant que l'industrie du cinéma québécois vit des gros enjeux, car il manque de fonds pour produire des séries télévisées, en particulier le cinéma jeunesse.
Anthony et Alice Morel-Michaud ont été en couple pendant 7 ans et se sont séparés en octobre 2023. Il est maintenant en couple avec Madeleine Dawns.

## Carrière
Anthony Therrien a un grand intérêt pour le cinéma depuis qu'il est jeune. Il explique regarder énormément de séries et de réécouter même certains épisodes spécifiques puisqu'il les aimait énormément. En troisième année du primaire, il commence à faire du théatre. Âgé de 11 ans, il exprime qu'il souhaite avoir un avenir dans ce domaine, une agence le prend en charge une semaine plus tard et commence sa carrière d'acteur en tant que figurant et joue aussi des rôles muets.
En 2012, il décroche son premier rôle dans le film Le Torrent. Deux ans plus tard, il incarne Jeremy Thivierge dans la série télévisée Subito texto.
En 2015, il interprète Jean Corbo, un jeune felquiste, dans le film Corbo, un film inspiré d'une histoire vrai,. En 2016, il interprète Patrick dans le long métrage 1:54. L'année suivante, il obtient le rôle de Théo dans le long métrage Les Faux Tatouages. En 2018, il joue un rôle dans le film Charlotte a du fun. Il a d'ailleurs reçu un prix Iris pour la catégorie Meilleure Interprétation Masculine - Rôle de soutien.
De 2018 à 2020, il tient le rôle Victor, un nouvel étudiant, dans la série télévisée L'Académie,.
En 2019, il interprète Rico Figueres dans la série télévisée Alerte Amber. Cette même année, il y incarne un rôle dans la websérie Faux Départs.
De 2021 à 2022, il y incarne un rôle dans la série télévisée Six Degrés et reçoit un prix Gémeaux dans la catégorie Meilleur rôle de soutien masculin.
En 2022, il interprète le rôle de Olivier dans le film Falcon Lake. Il figure également au casting de la série télévisée Lac-Noir et interprète ce rôle pendant 2 ans,. Cette même année, il obtient le rôle de Félix Tremblay, qu'il a interprété pendant les 3 saisons de la série télévisée Les Bracelets rouges,. Il exprime que les derniers jours de tournage ont été difficiles puisqu'il s'est attaché à l'équipe et aux personnages.  
En 2024, il incarne Jeffrey Blondin dans la série quotidienne Indéfendable. La même année, il interprète le rôle de Xavier dans la série télévisée Cerebrum.

## Filmographie

### Télévision
- 2014 : Subito texto : Jeremy Thivierge
- 2019 : Alerte Amber : Rico Figueres
- 2019 : Faux Départs : Arnaud
- 2020 : L'Académie : Victor
- 2021-2022 : Six Degrés : Ricardo Espinoza
- 2022-2023 : Lac Noir : Dave
- 2022-2024 : Les Bracelets rouges : Félix Tremblay
- 2024 : Indéfendable : Jeffrey Blondin, un motard
- 2024 : Cerebrum : Xavier

### Cinéma
- 2012 : Le Torrent de Simon Lavoie : François (jeune)
- 2015 : Corbo de Mathieu Denis : Jean Corbo
- 2016 : 1:54 de Yan England : Patrick
- 2017 : Les Faux Tatouages de Pascal Plante : Théo
- 2018 : Charlotte a du fun de Sophie Lorain :
- 2022 : Falcon Lake de Charlotte Le Bon : Olivier